# 148384 Dalcanton
148384 Dalcanton è un asteroide della fascia principale. Scoperto nel 2000, presenta un'orbita caratterizzata da un semiasse maggiore pari a 3,1686374 UA e da un'eccentricità di 0,0964555, inclinata di 9,94243° rispetto all'eclittica.
L'asteroide è stato così denominato in onore dell'astronoma statunitense Julianne Dalcanton .